# Dai Mahō-Tōge
Dai Mahō-Tōge (大魔法峠) é o título de um mangá e anime (disponível apenas como OVA) japonês. Conta a história de Punie Tanaka, uma princesa do Reino Encantado que deve passar um ano vivendo no Japão, como teste para se tornar rainha.

## Sinopse
Dai Mahou Touge conta a história de Punie Tanaka, que veio do mundo Mágico até o mundo Humano como uma nova aluna transferida; a fim de aprender a Cultura da Terra (sendo o anime que é, a Terra consiste na ilha japonesa). A maior parte do tempo ela demonstra ter uma inocente - quase desajeitada - personalidade, mas na realidade ela é uma princesa insensível que não tem vacilação alguma em machucar as pessoas ao seu redor.

## Personagens
- Punie Tanaka (田中ぷにえ, Tanaka Punie): É a protagonista da história, ela veio para o Japão a fim de provar-se digna de se tornar a rainha. Ela é a princesa do Mundo Mágico e, como resultado, tem muitos inimigos que ela derrota com suas manobras submissão e poderes mágicos. Punie pode parecer jovem e inocente, mas quando ameaçada (e ela se sente ameaçada com muita facilidade), ela torna-se violenta e agressiva. Por fora ela é uma linda e despreocupada garota, no interior ela é uma bruxa cruel e má, que nem sequer evita de matar pessoas, unicórnios e legumes. Seu encantamento é "Lyrical Tokarev, Kill Then All". Seu nome é um trocadilho com Takana Kunie, um ator famoso (e não uma atriz).
- Tetsuko Koku (国 鉄子, Koku Tetsuko): Tetsuko é uma colega de Punie e também sua melhor amiga. Ela muitas vezes não entende o que está acontecendo e facilmente fica aborrecida. Seu nome vem de Kokutetsu (Ferrovias Nacionais do Japão), seguido de -ko, um típico sufixo para nome de menina. Como tal, ela se identifica com os trens, que aparecem em montagens.
- Paya Livingston: O "Mascote" de Punie e constante companheiro, Paya-Tan é um animal como um cão com um chifre de unicórnio, que é personificado como tendo duas personalidades distintas e rostos. Enquanto está com Punie ele age bonitinho com uma voz alta e conversa fiada, mas quando se encontraram pela primeira vez ele agiu duramente com ela e revidou as suas tentativas para fazê-lo seu mascote com a violência. Ele ainda pode querer traí-la, apesar de ajudá-la em várias ocasiões. Quando não está com Punie, ele revela o seu rosto mais adulto e voz mais profunda - e fuma um cigarro. No passado, ele também foi um coronel do exército.
- Anego: Outra colega, Anego é uma das rivais de Punie. Ela é a líder de uma gangue feminina que está tentando manter uma posição de poder na escola ao mesmo tempo causando confusão geral. Mais tarde, ela faz amizade com ambas Punie e Tetsuko. Além disso, a maior parte do tempo em toda a série, Anego é sempre suspeita das más intenções da Punie. Por causa de uma paixão que ela tem por um menino em sua classe, ela também exibe as qualidades de uma personagem tsundere.
- Elise Von Barbaroque: A real princesa do Mundo Mágico, até a mãe de Punie, Esmeralda, ter feito um golpe de estado e derrubado seu pai o rei, por isso ela busca vingança contra Punie. Ela aparece no episódio 3 do OVA tornando-se um desafio direto à Punie. Apesar da aparente vantagem de Elise contra Punie em combate desarmado nas fases iniciais do combate, ela finalmente sucumbe e é posteriormente torturada com 7 tipos diferentes de golpes de submissão. Após o encontro inicial, Elise se torna colega de Punie.
- Potaru Tanaka e Pyun Tanaka: As duas irmãzinhas de Punie que deslocaram-se para o Japão, com uma ordem de assassiná-la. Elas possuem o "Ring of Immortal", uma relíquia mágica que elas usam para invocar um espírito para destruir Punie. Elas ativam este artefato com o encantamento "Lyrical Tokarev, Destroy All Evil". Ao executar ataques combinados, elas precedem seus nomes de ataque com "Gemini".
- Esmeralda Tanaka: Mãe de Punie e rainha do Mundo Mágico. Ela foi responsável pelo golpe de estado que eliminou os governantes anteriores e assumiu o poder político.
- Kimihiko Tanaka: Pai de Punie. Ele é o único submisso no relacionamento e está profundamente preocupado com o bem-estar de sua filha. Durante as OVAs e os Omakes, Esmeralda muitas vezes faz uso dele como móveis, sentando sobre ele.